# أوروكلوا زاحفة
الأوروكلوا الزاحفة (باللاتينية: Urochloa reptans) نوع نباتي يتبع جنس الأوروكلوا من الفصيلة النجيلية.

## البيئة والانتشار
موطنها بلاد الشام ومصر والمغرب العربي.

## مرادفات للاسم العلمي
- (باللاتينية: Panicum reptans L.)
- (باللاتينية: Brachiaria reptans (L.) C. A. Gardner & C. E. Hubb.)